# Guy Ménard
 (décembre 2017).
Si vous disposez d'ouvrages ou d'articles de référence ou si vous connaissez des sites web de qualité traitant du thème abordé ici, merci de compléter l'article en donnant les références utiles à sa vérifiabilité et en les liant à la section « Notes et références ».
Guy Ménard (1948 à Granby -) est un anthropologue des religions, un professeur, un romancier et un poète québécois. Après des études de philosophie (Université du Québec à Trois-Rivières), de théologie (Université de Montréal) et d'ethnologie/anthropologie (Université de Paris 7), Il a été professeur au département des sciences des religions de l'Université du Québec à Montréal (1982-2012) et directeur de la revue Religiologiques. Il s'est principalement intéressé aux liens entre religion et sexualité, aux dimensions mythiques et symboliques de la technique ainsi qu'aux transformations du fait religieux dans le monde contemporain.

## Publications
- Les larmes de Godzilla, L'instant même, 2020
- De Sodome à l'Exode, Guy St-Jean, éditeur, 1983 [1981]
- Les ruses de la technique, avec C. Miquel, Boréal et Méridiens-Klincksieck, 1988
- Petit traité de la vraie religion - à l'usage de ceux et celles qui souhaitent comprendre un peu mieux le XXIe siècle, Liber, 2007 [1999]
- L'accent aigu, roman, Leméac,1983
- Jamädhlavie, roman, Boréal, 1990
- Fragments, poèmes, Hurtubise HMH, 1978
- Hiéroclips. Haïkus baroques, Ex Libris+, 1998
- L'étude de la religion au Québec — bilan et prospective, avec J.-M. Larouche, Presses de l'Université Laval, 2001
- Lune des vents, haïkus, Ex Libris +, 2007
- Des jeux et des rites, avec P. St-Germain, Liber, 2008
- Confections — une vie sous toutes ses coutures, Liber, 2016
- Religion et sexualité à travers les âges, Presses de l'Université Laval, 2018
- La Sphinge, L'instant même, 2022
- Le six-pack de Narcisse, L'instant même, 2025